# Фазовый угол (астрономия)

Схема фазового угла с центром в наблюдаемой планете

Фазовый угол (англ. Phase angle) — угол между падающим на наблюдаемый объект светом и отражённым от объекта светом, получаемым наблюдателем. В рамках астрономических наблюдений обычно является углом в системе Солнце-объект-наблюдатель.
Для наблюдателей на Земле угол "Солнце-объект-Земля" приблизительно равен углу "Солнце-объект-наблюдатель", различие между ними зависит от суточного параллакса, который в случае наблюдений Луны может составлять около 1° или два диаметра полной Луны. С развитием космических полётов понятие фазового угла может стать более общим и не зависеть от Солнца и Земли.
Происхождение названия связано с понятием фазы планеты, поскольку яркость объекта и доля видимой освещённой поверхности является функцией фазового угла.
Фазовый угол меняется в пределах от 0° до 180°. Значение 0° соответствует положению, при котором освещающий объект, наблюдатель и наблюдаемый объект находятся на одной прямой, при этом наблюдатель и освещающий объект расположены с одной стороны от наблюдаемого объекта. Такая конфигурация называется противостоянием. Значение 180° соответствует расположению наблюдаемого объекта между освещающим объектом и наблюдателем; такая конфигурация называется соединением.
Для некоторых объектов, таких как Луна (см. фазы Луны), Венера и Меркурий, фазовый угол при наблюдении с Земли может принимать любые значения в интервале 0–180°. У верхних планет интервал значений фазовых углов более узкий. Например, для Марса максимальное значение фазового угла равно 45° для наблюдателя на Земле.
Видимый блеск объекта является функцией фазового угла, обычно эта функция гладкая за исключением пика вблизи 0°, который не затрагивает газовые гиганты или тела с протяжённой атмосферой; также гладкость может нарушаться вблизи 180°. Зависимость блеска от фазы называют фазовой кривой. 